# Römerlager Hedemünden

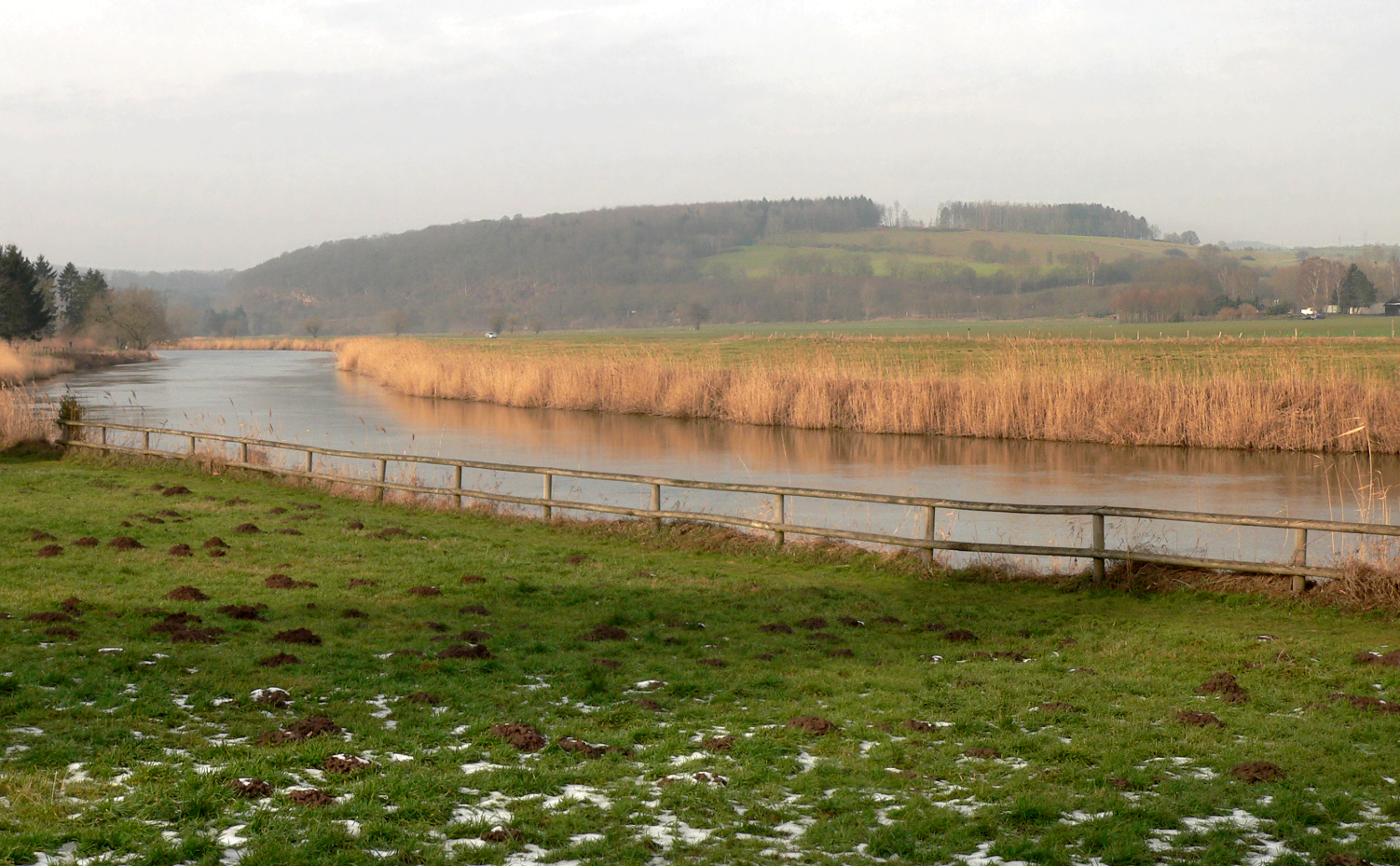
Der bewaldete Höhenzug des Burgbergs mit dem Römerlager; im Vordergrund die Werra

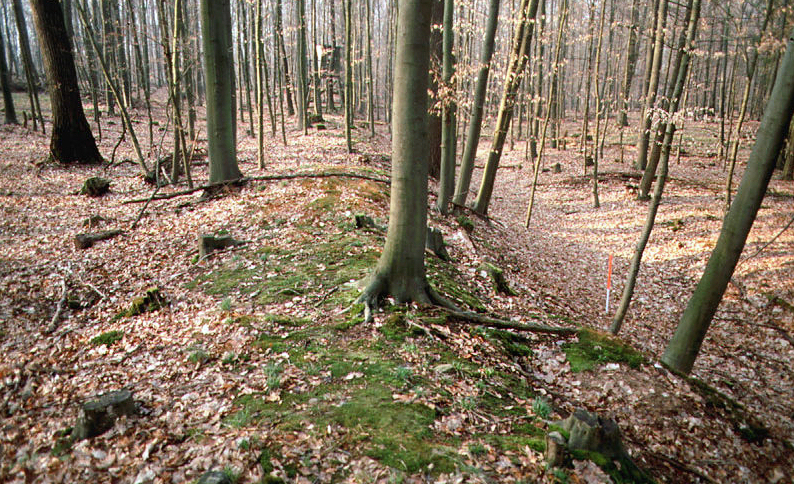
Wall und Graben (rechts) von „Lager I“, das seit langem als „Hünenburg“ bekannt war

Das Römerlager Hedemünden gilt als eine frührömische Befestigungsanlage, deren Überreste sich nahe dem Unterlauf der Werra auf dem heute bewaldeten Burgberg am Rand des Ortes Hedemünden, einem Stadtteil Hann. Mündens, in Niedersachsen befinden. Archäologischen Untersuchungen zufolge lässt das reichhaltige Fundmaterial römischer Herkunft auf ein während der Augusteischen Germanenkriege errichtetes römisches Militärlager zur Zeit um Christi Geburt schließen.
Es handelt sich neben Kalkriese, dem Fundplatz Bentumersiel, dem Römischen Marschlager von Wilkenburg und dem Fundareal am Harzhorn um eine der wenigen römischen Fundstellen in Niedersachsen.

## Lage

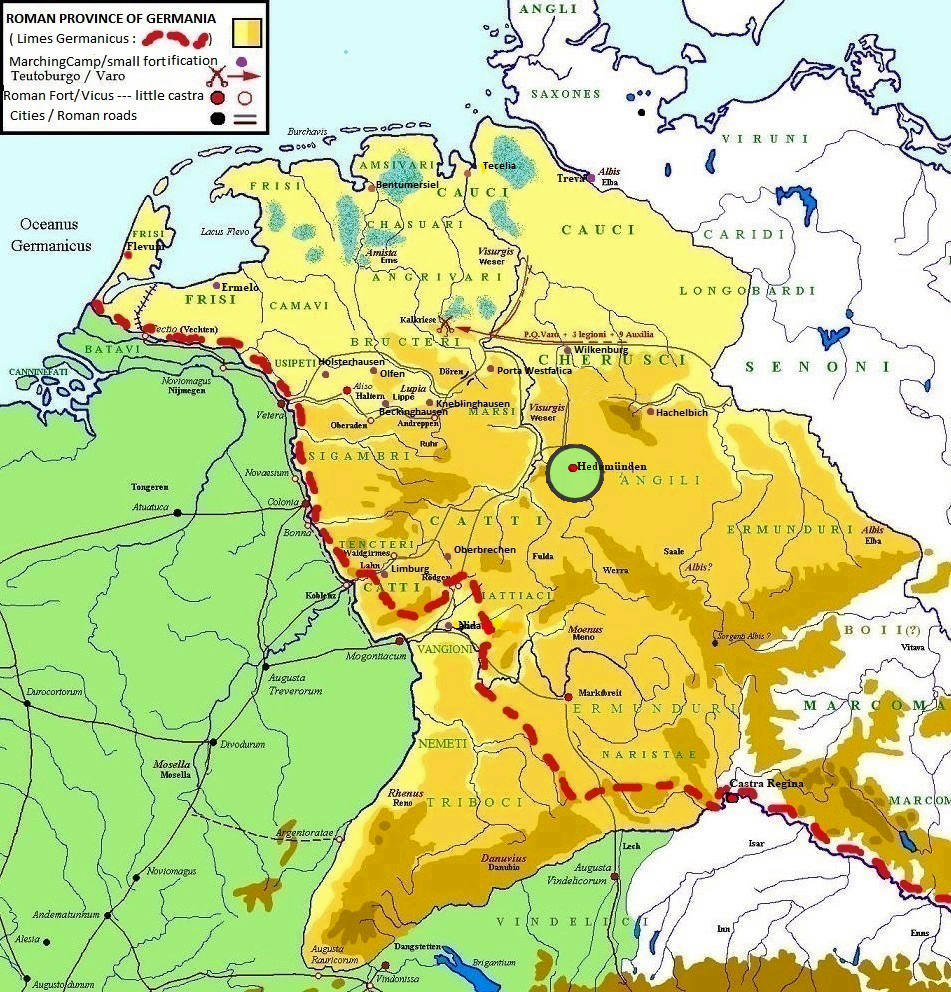
Schauplatz der Augusteischen Germanenkriege mit der Lage von Hedemünden (grüner Kreis); rote Linie als Verlauf des späteren Limes

Das Römerlager Hedemünden liegt etwa 1,8 Kilometer nordwestlich vom Hedemündener Ortszentrum auf der Hochfläche des 215 Meter über Normalnull hohen Burgberges, einer größtenteils bewaldeten Erhebung am Nordufer der Werra. Gegenüberliegend auf der anderen Flussseite befindet sich der Kaufunger Wald. An dieser Stelle, mit einem etwa 250 Meter breiten Flusstal, treffen die Großlandschaften des nordhessischen Fulda-Werra-Berglandes mit dem südniedersächsischen Leine-Weser-Bergland zusammen.

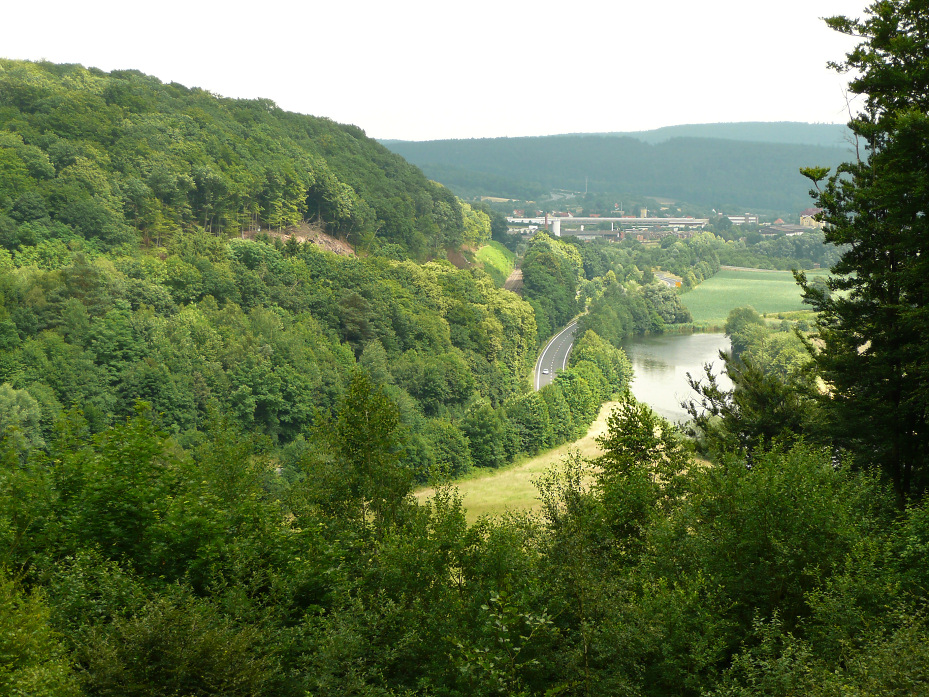
Blick von der Spiegelburg im Kaufunger Wald bei Laubach in das Tal der Werra mit der B 80 nach Hedemünden. Links der Burgberg mit dem Römerlager Hedemünden, rechts die Werraschleife.

Der Burgberg mit dem Waldgebiet des Sudholzes liegt in einer Landschaft, in der sich das Tal der Werra in einen etwa 3 × 3 Kilometer großen Talkessel bei Hedemünden aufweitet. Die als Hedemünder Talbecken bezeichnete Großmulde passiert die Werra in einem etwa 50 Meter breiten Flussbett; sie fließt direkt auf den Burgberg zu und knickt unmittelbar vor ihm ab. Der vom gegenüberliegenden Ufer einmündende Hüttenbach hat hier einen Schwemmkegel ausgebildet, der den Fluss an den Südhang des Burgberges drängt. An der scharfen Flussbiegung führt eine historische Furt durch den Fluss. Sie beruht auf einer Untiefe, an der heute eine Flusstiefe von 0,3 bis zu einem Meter herrscht, während flussabwärts bei Lippoldshausen die Wassertiefe etwa 1,5 Meter beträgt, bedingt auch durch den Rückstau eines Wehres. Zum 90 Meter tiefer gelegenen Ufer der Werraschleife fällt der Burgberg an seiner Südflanke sehr steil ab. Durch neuzeitliche Steinbrucharbeiten finden sich an ihm Klippen. Der geologische Untergrund des Berges besteht aus mittlerem Buntsandstein, der an der Kuppe als rotbrauner Sandstein zutage tritt. Auf dieser Anhöhe findet man noch heute sichtbare Wallanlagen, die sogenannte Hünenburg.
Der Burgberg mit seiner erhabenen Lage bot damals günstige fortifikatorische und verkehrsmäßige Voraussetzungen für die Anlage des Römerlagers. Es wurde auf seiner Hochfläche zwischen 180 und 215 Metern über Normalnull eingerichtet. Schutz boten an der Süd- bzw. Ostflanke die rund 50 bzw. 25 Meter hohen Steilabhänge.
Die historische Furt direkt unterhalb des Berges war Teil einer vermutlich bereits seit der Bronzezeit bestehenden Altstraße vom heutigen Nordhessen ins heutige Südniedersachsen. Das Hedemünder Talbecken wird als eine seit dem Mittelneolithikum bestehende Siedlungskammer betrachtet, Hinweise sprechen für eine eisenzeitliche germanische Besiedlung auch während der Anwesenheit der Römer. Der Fluss war in damaliger Zeit ein wichtiger Verkehrsweg für den überregionalen Handel, sodass unterhalb des Burgberges eine wichtige Verkehrskreuzung bestand, deren Bedeutung erst im Mittelalter nachließ.

## Entdeckungsgeschichte

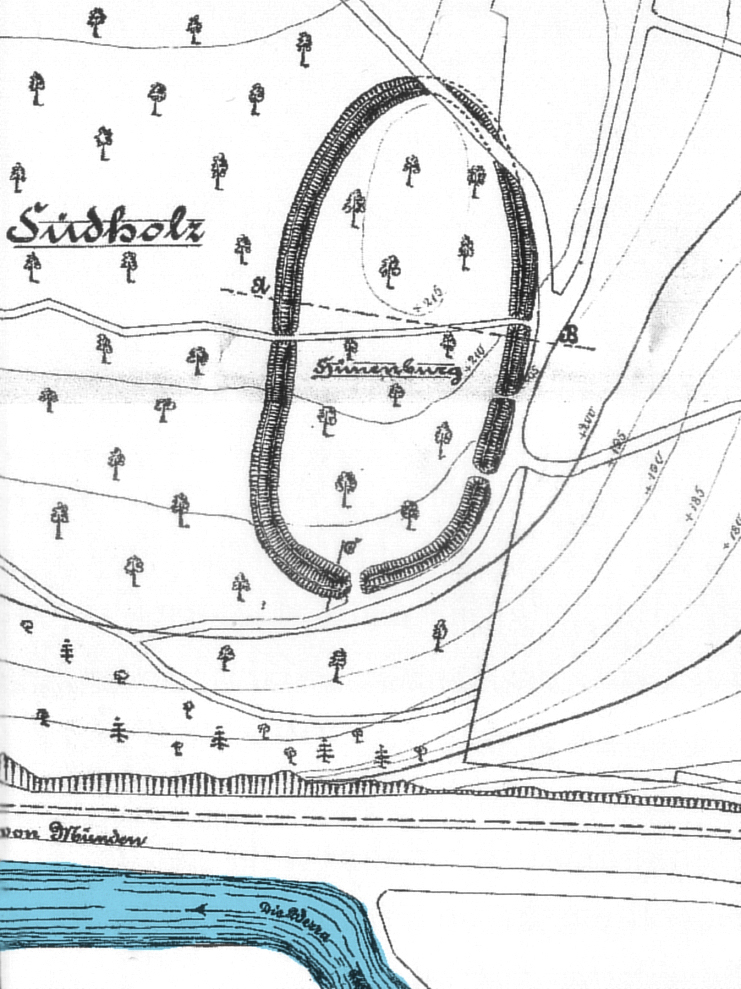
Lageplan der Hünenburg im Sudholz von Carl Schuchhardt (1894), heutige Bezeichnung als Geländekomplex „Lager I“. Blau eingefärbt die Werraschleife vor dem Burgberg

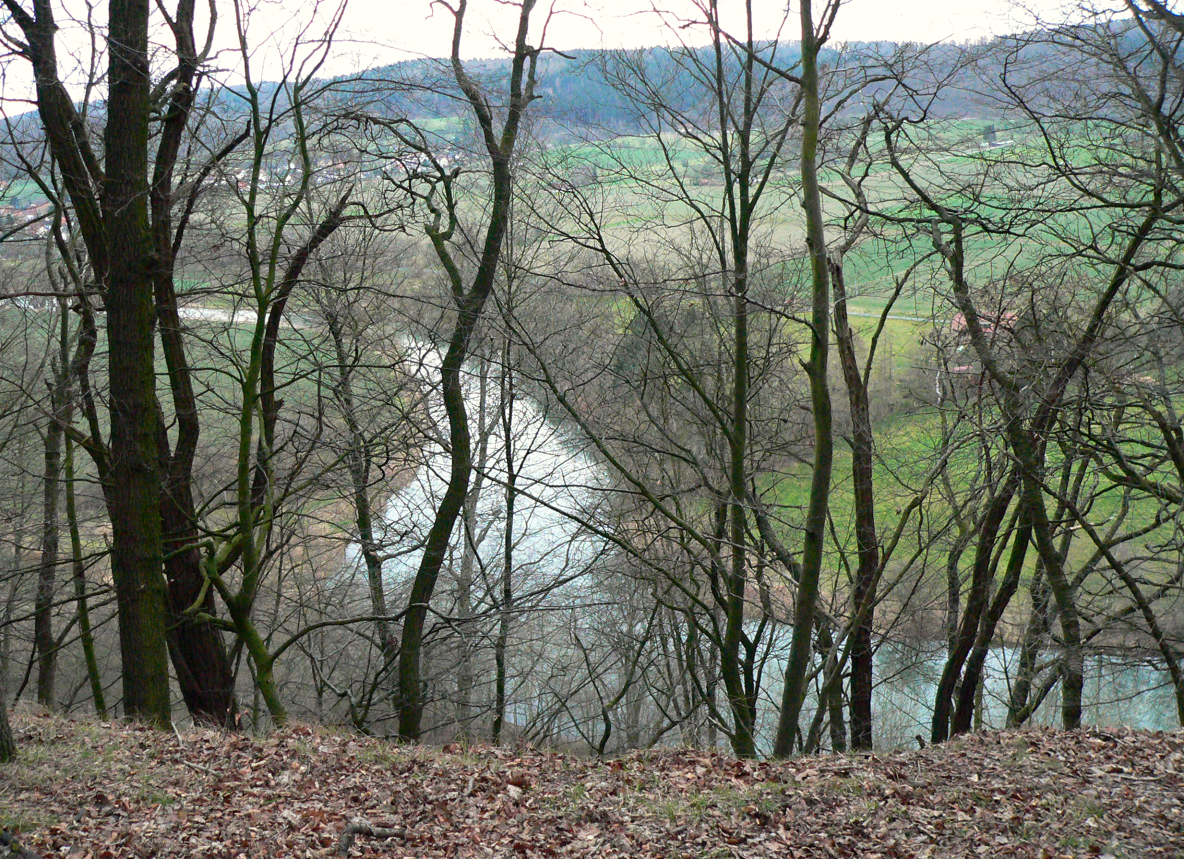
Blick vom Burgberg auf die Werraschleife

Der oberirdisch sichtbare Ringwall auf dem Burgberg ist im Laufe des 19. Jahrhunderts als solcher erkannt worden. Er wurde als Fliehburg der jüngeren vorrömischen Eisenzeit angesehen, die der Annahme nach im 11. und 12. Jahrhundert eine mittelalterliche Nachnutzung in gleicher Funktion erfahren hat.
Bereits 1854 wurde im weiteren Umfeld des Burgberges östlich von Hedemünden ein Schatzfund mit römischen Münzen in einem Tongefäß gemacht. Der Fundort liegt zwischen Hedemünden und Ellerode „Im Eichholze“ auf der Trasse eines früheren Fernweges. Bis auf zwei Stücke sind die Typen unbekannt geblieben, denn der restliche Münzfund wurde eingeschmolzen. Erwähnt sind lediglich ein Stück der Gens Minucia und eines der Gens Mamilia. Bei letzterem muss es sich um den Denartyp Cra 362/1, geprägt von C. Mimilius Limetanus in Rom im Jahr 82 v. Chr., gehandelt haben. Dieser Typ ist ein Serratus, der unter den römischen Fundmünzen aus der Zeit des Augustus, in der Fundregion Kalkriese zum Beispiel, durchaus gängig war.
Um 1900 setzte eine wissenschaftliche Diskussion über die Geschichte der Gegend in frühgeschichtlicher, römischer und mittelalterlicher Zeit ein. Grundlage waren neben dem genannten Fund römischer Münzen und dem Ringwall auf dem Burgberg ein Fund bronzezeitlicher Gegenstände nahe dem Ringwall Kring 1881 sowie die Entdeckung von Hügelgräbern 1871 beim Bau der Eisenbahn im Westen des Ortes Hedemünden.

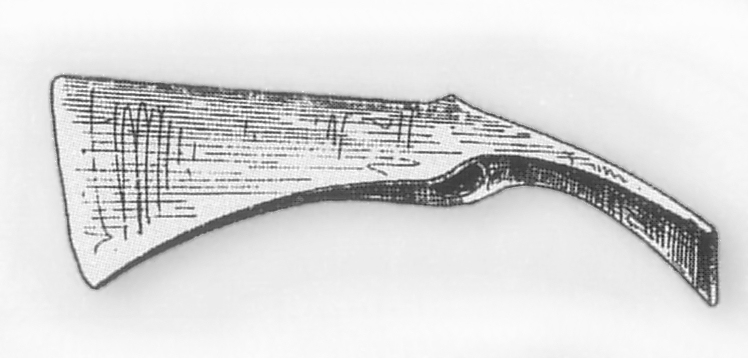
Zeichnung der von Carl Schuchhardt als Kreuzaxt beschriebenen Dolabra (1894)

Carl Schuchhardt beschrieb den Ringwall auf dem Burgberg 1894 als Hünenburg im Sudholze. Eine Kreuzaxt, die damals beim Durchstich eines Walls beim Wegebau gefunden wurde, sah er als unbedeutend für eine Datierung der Anlage an. Sie ging später im Provinzialmuseum Hannover verloren, wurde aber im Nachhinein als römische Dolabra identifiziert.
Um die alte These einer Fliehburg auf dem Burgberg zu bestätigen, fand 1965 eine kleine Probegrabung statt. Sie brachte germanische und importierte römischer Keramik zutage. Eine C14-Datierung von aufgefundener Holzkohle bestätigte die Einordnung in die Eisenzeit. Wie sich später herausstellte, stammte die Holzkohle aus einer eisenzeitlichen Vorgängersiedlung auf diesem Terrain, die einheimischer germanischer Bevölkerung zuzurechnen war.
1998 erhielt die Kreisarchäologie Göttingen durch den Numismatiker Frank Berger davon Kenntnis, dass Raubgräber das Gelände auf dem Burgberg bereits seit 1992 mit Metalldetektoren untersucht hätten. Dabei seien römische Metallgegenstände und vor allem Münzen verschleppt worden. Sofortige Nachuntersuchungen seitens der Denkmalpflege ergaben, dass Löcher von Raubgrabungen vorhanden waren und eiserne Fundstücke zurückgelassen wurden. Die eigene fachliche Metalldetektorsuche führte zum Auffinden von eisenzeitlichen Metallteilen und im Jahre 2000 zum Fund eines Pilums als römisches Waffenteil. Bei der folgenden systematischen Suche in den Jahren 2001 bis 2003 kam es zu zahlreichen Metallfunden römischer Militaria, darunter Katapultspitzen und Zeltheringe. Da zunehmend der Verdacht auf ein römisches Lager aufkam, fand im Herbst 2003 eine Probegrabung mit einem Schnitt durch einen Wall mit vorgelagertem Graben statt. Dabei wurden eine Dolabra und römische Drehscheibenkeramik entdeckt. Bei der archäologischen Prospektion im Umfeld des Ringwalls bis zu einem Kilometer Entfernung wurden weitere umhegte Bereiche und Terrassierungen festgestellt, die auf Befestigungsanlagen hindeuteten. Weitere Ausgrabungen mit entsprechenden Funden im Winter 2003 und Frühjahr 2004 bestätigten die Vermutung auf ein Römisches Militärlager.

## Ausgrabungen

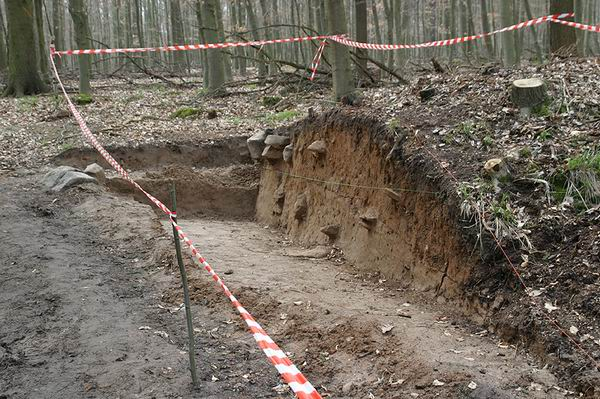
Grabungsschnitt durch einen Wall des Römerlagers, 2004

Die Ausgrabungen und Prospektionen legten insgesamt sechs Geländekomplexe offen. Zwischen 2003 und 2011 wurden 62 Grabungsschnitte in den Lagerbereichen I, II und IV auf Flächen zwischen zwei und 90 m² ausgehoben. Auf größere flächenhafte Ausgrabungen wurde verzichtet, vor allem wegen der Schwierigkeiten durch den Baumbewuchs. Rund 4,3 % der Fläche sind archäologisch untersucht worden, dabei der größte Anteil mit etwa 1.300 m² im „Lager I“.
2018 gab der niedersächsische Landesarchäologe Henning Haßmann bekannt, dass keine weiteren Ausgrabungen geplant seien und die bisherigen Bodenaufschlüsse für die Forschungsdiskussion genügen. Untersuchungen würden nur noch vorgenommen, wenn der Boden durch Stürme, Tiere oder Forstarbeiten aufgerissen sei.
2020 wurde bekannt, dass das Niedersächsische Landesamt für Denkmalpflege auf Antrag der Stadt Hann. Münden beabsichtigt, das Areal des Römerlagers auf etwa 10 Hektar durch Verordnung zum Grabungsschutzgebiet zu erklären. Damit sollen die noch im Boden liegenden Bodendenkmale unbefristet geschützt werden. Durch die Unterschutzstellung ist gewährleistet, dass eine archäologische Erforschung in der Zukunft mit verbesserten technischen Möglichkeiten erfolgen kann.
Eine monografische Gesamtdarstellung, einschließlich der Vorlage aller Funde, Befunde und naturwissenschaftlichen Ergebnisse, erschien im Herbst 2012.

## Geländekomplexe

### Lager I

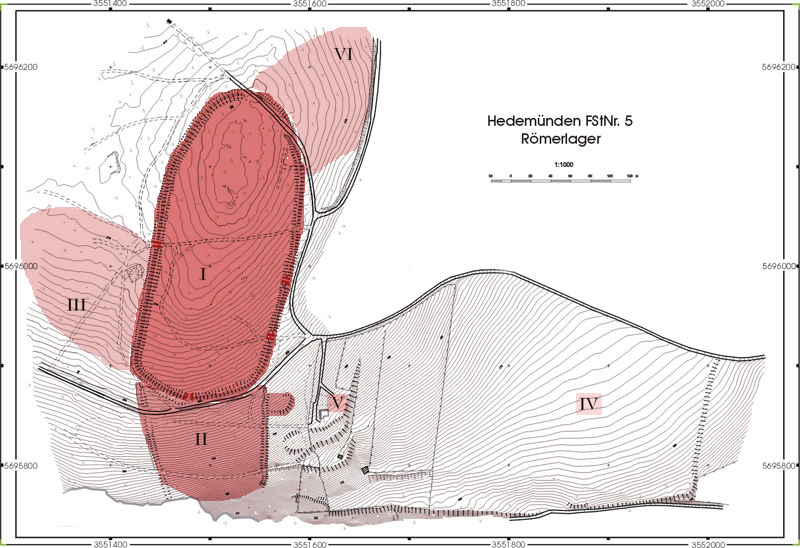
Gesamtplan der Anlage mit den Lagerkomplexen I bis VI

Das „Lager I“ (als Ringwall „Hünenburg“ lange bekannt, aber bis 2003 als germanische Fliehburg angesehen) ist eine länglich ovale Anlage von 300 mal 125 Metern bei einer flachwelligen Innenraumfläche von 3,2 Hektar. Dieses Areal umgibt eine Wall-/Grabenanlage von 760 Metern Länge, in die vier Tore zwischen drei und fünf Meter Breite nachgewiesen wurden. Sie befinden sich jeweils in der Mitte der West-, Ost- und Südflanke sowie im Südosten. Ein zusätzliches Tor im Norden ist nicht nachweisbar. Wall und Graben wurden durch Profilschnitte überprüft. Der Wall hat heute eine Basisbreite von fünf bis sechs Metern und eine Höhe von 0,8 bis 1,2 Metern. Er war vermutlich einst als eine sogenannte Holz-Erde-Mauer konstruiert, das heißt, die Außenfront des Walles war durch eine senkrechte Pfosten- und Bohlenwand verbaut. Die Gesamthöhe, von Grabenbasis bis Wallkrone, wird auf 3,5 Meter geschätzt. Unter dem Wall fanden sich an verschiedenen Stellen sechs eiserne Pionieräxte (Dolabrae), zwei Hämmer und eine Pionierschaufel. Es wird von bewussten Deponierungen der Geräte während der Wallaufschüttung ausgegangen, was bisher ein einmaliger Befund bei römischen Anlagen ist. Eine Interpretationsmöglichkeit ist die Ablage eines Bauopfers.
An insgesamt drei Stellen des Walls befinden sich auffällige rechteckige Steingruppierungen, auf denen vermutlich Holztürme errichtet wurden.

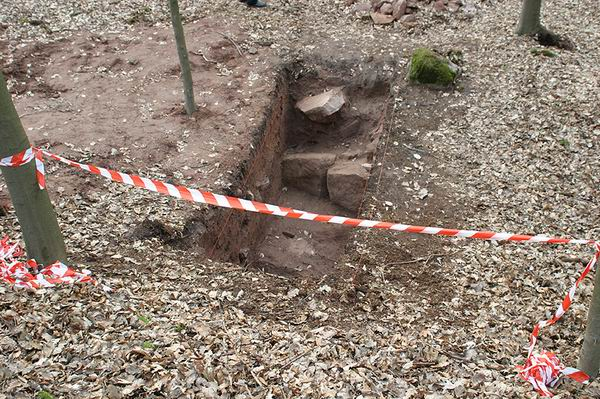
Grabungsstelle im „Lager I“ mit Reihen von Sandsteinblöcken, die als Fundament von Holz-Lehm-Bauten dienten, 2004

Im Waldboden des Lagerinnenraums sind oberirdisch deutliche Spuren von Gebäuden vorhanden, und zwar als gelegte Reihen und Vierecke aus großen unbearbeiteten Sandsteinblöcken. Offensichtlich handelt es sich um die Fundamentierungen von Holz-Lehm-Bauten in Fachwerk- oder Bohlenbauweise. Zu denken ist an Horrea als Vorratsbauten mit „schwebenden“, unterlüfteten Böden, aber auch Mannschaftsbaracken und andere Funktionsbauten. Die Grabungen bestätigten die Steinsetzungen, zum Beispiel mit Nachweis von verbranntem Baulehm und unterirdischen Grubeneinbauten. Die in den Jahren 2005 und 2006 im „Lager I“ durchgeführte Magnetometerprospektion ließ Großgebäude erkennen, bei denen es sich um Bauten als Principia und als Praetorium gehandelt haben könnte. Diesen Spuren nach sind es zwei Großgebäude mit den Ausmaßen von 40 × 10 Meter und 60 × 25 Meter. Hervorstechend ist ein fast quadratischer Zentralbau mit einer äußeren Kantenlänge von etwa 40 Metern, in dessen Bereich und Vorgelände eine hohe Funddichte an Metallteilen (Münzen, Fibel, Schmuck) herrschte. An drei Ecken des Hauptgebäudes sind kleinere Annexbauten erkennbar. Grabungsschnitte im Bereich der Gebäude legten Steinpackungen frei, die zu einem gepflasterten Umgang des Gebäudes gehörten.
An mehreren Stellen im Lager konnten unterirdische Kellergruben lokalisiert werden. Neben den Bauresten, die sich auffällig mit den oberirdischen Steinsetzungen und der Fundverteilung in Deckung bringen lassen, sind hier auch als steingesetzte Feuerstellen und ein Feldbackofen zu nennen. Weitere Auffälligkeiten im Innenraum der Umwallung sind mehrere Steinhaufen und Erdhügel. Aufgrund von Münzfunden lassen sie sich antiker Zeit zuordnen, ohne dass ihr Zweck bekannt ist. Vermutet wird eine Funktion in Zusammenhang mit dem römischen Grabhügelritus.

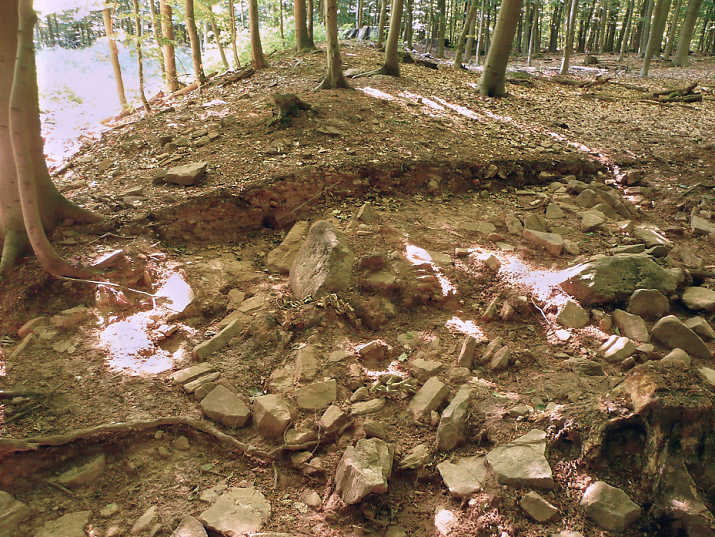
Grabungschnitt durch den Wall des „Lagers I“, 2008

Im Zuge der Untersuchungen fanden sich im „Lager I“ rund 1.200 Gefäßscherben, bei denen es sich zu etwa einem Viertel um einheimische jüngereisenzeitliche Keramik und zu drei Viertel um römisch importierte Drehscheibenware (teilweise von Ölamphoren) handelte. Außerdem wurde eine Serie römischer Münzen gefunden. Dazu kommen eine Aduatuker-Kleinmünze und vier unbestimmbare keltische Kleinmünzen. Handmühlen, deren Mühlsteine aus Basaltlava aus dem Mayener Grubenfeld in der Vulkaneifel stammen, zeugen von der alltäglichen Nahrungsbereitung. Als Einzelfunde sind zum Beispiel eine Aucissafibel und ein Phallusamulett aus Bronze zu nennen. Auffällig ist die große Zahl von eisernen Waffen-, Werkzeug- und Geräteteilen, die auf das römische Militär zurückgehen, wie zum Beispiel eine Schwertklinge, Pilumreste, Tüllenlanzenspitzen, Katapultgeschossbolzen, Lanzenschuhe, Zeltheringe, Ledermesser, Sensen und Sicheln, Baubeschläge, Pfrieme, Meißel und Durchschläge, Hobelmesser, Nägel und Kettenteile. Außerdem liegt eine große Anzahl typischer Sandalenbeschlagnägel vor. Vom römischen Tross stammen vermutlich Anschirrungsteile (Trense, Zugjoch) und Wagenteile (Nabenringe und -hülsen, Achsnägel, Felgennägel, Ösenstifte, Achsenfragmente). Funde wie Eisenschlacken und technische Bronze- und Bleiabfälle weisen auf Metallverarbeitung hin.

### Lager II
Das „Lager II“ ist eine kleinere Anlage von fast rechteckiger Grundrissform, die südlich an das „Lager I“ anschließt und als Anbau offenbar gleichzeitig mit diesem entstand. Die Innenraumfläche beträgt 1,3 Hektar. Die noch vorhandenen flachen Wälle im Osten und Westen haben eine Länge von etwa 120 Meter, sind aber nach Süden hin durch den Eisenbahnbau und Steinbruchbetrieb gestört worden. Ihre Höhe beträgt heute nur noch bis zu 40 Zentimeter Höhe bei einer Breite von drei Metern. Die Länge des Walls beträgt rekonstruiert etwa 400 bis 450 Meter. Der Wall (vermutlich eine Holz-Erde-Mauer) und der Spitzgraben sind archäologisch eindeutig nachgewiesen; wobei die Spitzgrabenverfüllung intensive Brandreste enthält. Hierbei handelt es sich wohl um die abgebrannten Reste einer Wallbewehrung aus Flechtwerk mit Lehmverputz. Zwei C14-Analysen ergaben die übereinstimmende Datierung in die augusteische Zeit. Gefunden wurden in diesem Bereich eine (vierte) Dolabra, zwei eiserne Hammerdechsel, Tüllenlanzenspitzen, Katapultbolzen, Sichelteile, eiserne Nägel, Sandalennägel, Zeltheringe und Baubeschläge.

### Bereich III
Der Bereich III ist ein westliches Vorgelände von „Lager I“ mit einer auffälligen Fundkonzentration römischer Metallobjekte auf 150 mal 150 Metern Fläche. Wall- und Grabenanlagen sind hier nicht erkennbar. Zu den Funden gehören eine Silbermünze der Römischen Republik, eine Kupfermünze des Augustus (?), eine 40 Zentimeter lange Pilumstange, eine Pilumzwinge, zwei Katapultbolzen, Sandalennägel, ein Glockenklöppel und diverse Baubeschläge.

### Bereich IV

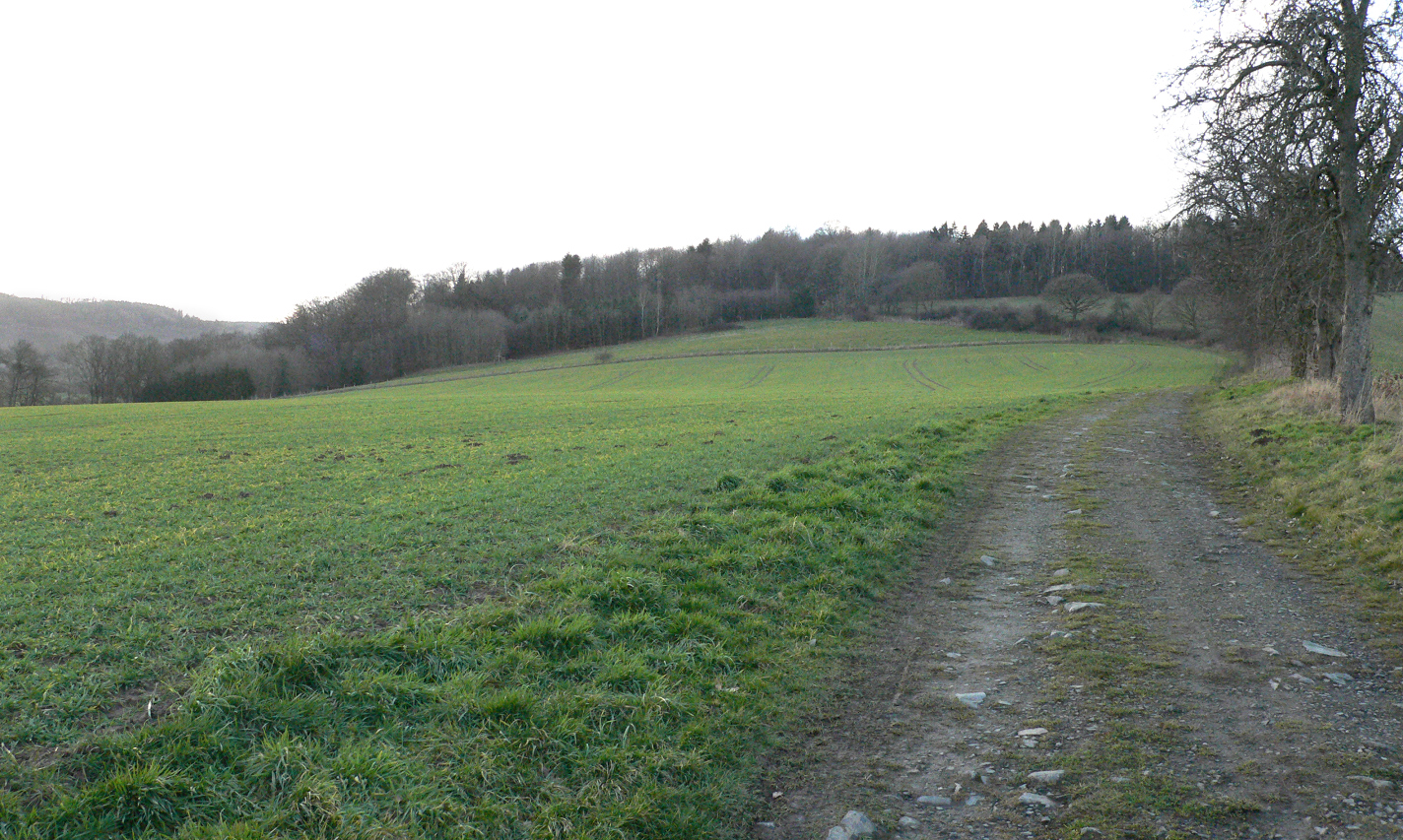
Bereich des Lagers IV auf einem Plateau mit teilweise leicht zur Werra abfallendem Hang, heute Ackerflächen

Das mutmaßliche „Lager IV“ liegt östlich unterhalb des Burgberges. Die nutzbare Plateaufläche für ein Lager hat ein Ausmaß von 400 × 500 Meter und damit rund 20 Hektar. Die Südflanke, oberhalb eines Steilhanges zur Werraniederung gelegen, zeigt Reste einer Terrassenkante, mit jeweils abgerundeten rechtwinkligen Ecken im Westen wie im Osten. Eine 20 Meter breite Unterbrechung darin stellt ein mögliches Tor dar. Auffällig sind hier Keramikfundstreuungen und Strukturen im überackerten Gelände. Die Magnetometerprospektion auf mehreren Hektar Fläche lässt Bau- und Grubenstrukturen erkennen. Es handelte sich möglicherweise um ein Marschlager.

### Bereich V
Als Bereich V werden vier Geländeterrassen bezeichnet, die im oberen Osthang zwischen den Lagern bzw. Bereichen I, II und IV liegen. Als Funktion wird eine Gliederung des Überganges der Lager I und II in den Bereich IV vermutet. Die Terrassenkanten haben Höhen bis zu drei Meter. In einem Fall haben die Grabungen ergeben, dass es sich um eine kleine rechtwinkelige Wall- und Grabenstruktur mit verbrannter Palisade gehandelt hat, die östlich an das Lager II angebaut war. Aus den anderen Terrassen liegen bereits Keramikreste vor, von denen eine Scherbe Terra Sigillata bemerkenswert ist.

### Bereich VI
Der Bereich VI ist ein nördliches Vorgelände von „Lager I“, in dem sich ebenso wie im Bereich III keine Wall- und Grabenanlagen erkennen lassen. Doch erlaubten Spuren verziegelten Baulehms, Holzkohlen und Metallobjekten die Festlegung des Außenbereiches VI. Im Bereich dieser Hochfläche befindet sich ein versumpfter Wasseraustritt, der vermutlich für die ehemalige Frischwasserversorgung eine Rolle gespielt hat.

## Funde

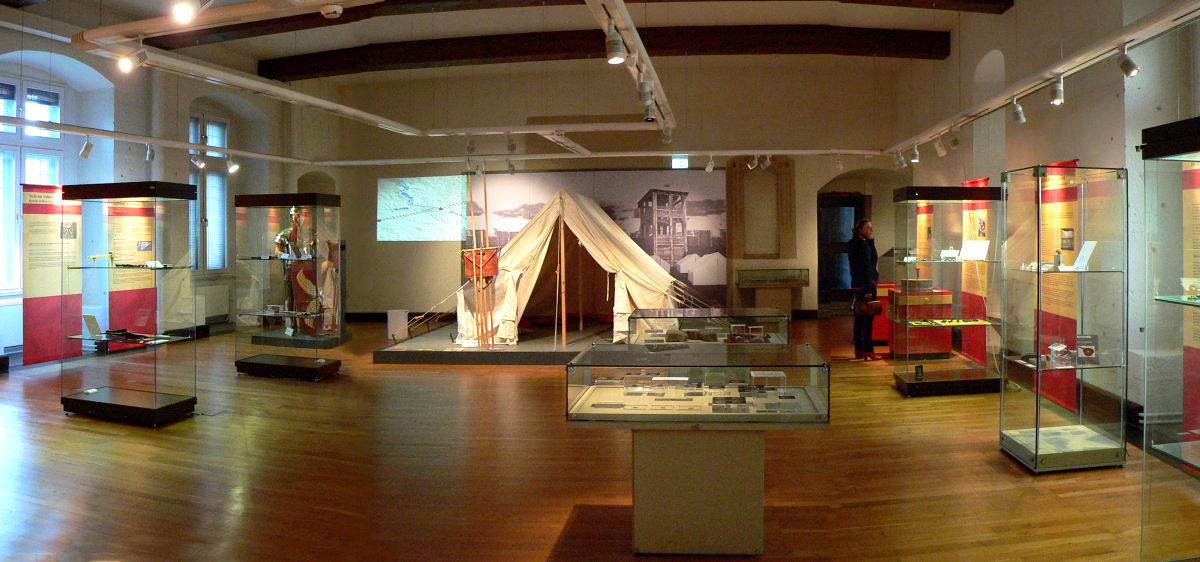
Fundpräsentation mit Tentorium in der Dauerausstellung des Städtischen Museums Hann. Münden

Bis Ende 2011 wurden bei der Prospektion mit dem Metalldetektor und durch Ausgrabungen etwa 2.600 Metallgegenstände gefunden, die sich als römisch einordnen lassen. Darunter waren 640 größere Teile, wie Werkzeuge, Geräte, Militaria, 27 römische Münzen und etwa 1.200 Nägel von römischen Sandalen (Caligae); 80 Abfallstücke, sowie Schlacken und rund 660 Kleinstfunde.
Sie lassen einen Vergleich mit anderen Funden aus frühkaiserzeitlichen Lagern und Plätzen wie Haltern, Xanten, Nimwegen, Kalkriese, Waldgirmes, Hofheim, Dangstetten und Rödgen (Bad Nauheim) zu. Auffällig ist die in Größe und Form bestehende Ähnlichkeit mit dem Römerlager Rödgen (3,3 Hektar) in der Wetterau. Die Datierung ist über die Serie der gefundenen Münzen gesichert. Neben drei republikanischen älteren Silberprägungen sind dafür die Bronzemünzen ausschlaggebend. Die Mehrzahl besteht hier aus Nemausus-Prägungen der Serie I (Asse und Dupondien), die zwischen 16 und 8 v. Chr. in Nemausus, dem heutigen Nîmes in Südfrankreich geprägt wurden und bis in die vorgeschobenen Legionsstützpunkte im Norden an den Rhein gelangt sind. Von dort wurden sie in großer Zahl als Sold an die Legionäre ausgegeben, so dass sie zu den Hauptfunden von Münzen in den frühen Feld- und Nachschublagern in der Germania magna gehören. Somit ist der Stützpunkt von Hedemünden in die frühe Phase der Okkupationsvorstöße in die Germania magna zu datieren, der als Oberaden-Horizont bezeichnet wird. Die Vorstöße wurden damals (zwischen 12 und 9 v. Chr.) unter Drusus von Xanten und von Mainz aus geführt. Der letzte dieser „Drusus-Feldzüge“ führte 9 v. Chr. von Mainz über Hedemünden weiter nach Südniedersachsen und um den Harz herum bis an die Elbe.
Die Metallfundstücke wurden am 23. August 2012 zur Aufbewahrung und Pflege in das Niedersächsische Landesmuseum Hannover verbracht, wo sie ab 2015 Teil einer Dauerausstellung zum Römerlager Hedemünden werden sollten. Zuvor wurden sie bei der Niedersächsischen Landesausstellung 2013 zum Harzhornereignis im Braunschweigischen Landesmuseum gezeigt. Zur Präsentation kehrten einige der Fundstücke als Dauerleihgabe in die Fundregion zurück, wobei sich der Ausgräber Klaus Grote 2012 eine Präsentation im Städtischen Museum Hann. Münden vorstellte. 2013 wurde mit 116 Fundstücken die Dauerausstellung Pilum, Schwert und Palisade. Das Römerlager Hedemünden im Stadtmuseum Hann. Münden eröffnet. Unter den Ausstellungsgegenständen befinden sich Waffenteile, militärische Ausrüstung, Pioniergeräte, Werkzeuge, Ausstattung des Trosses mit Zugtiergeschirr, Baubeschläge, Zeltheringe, Münzen, Keramik sowie Fragmente von Mühlsteinen.

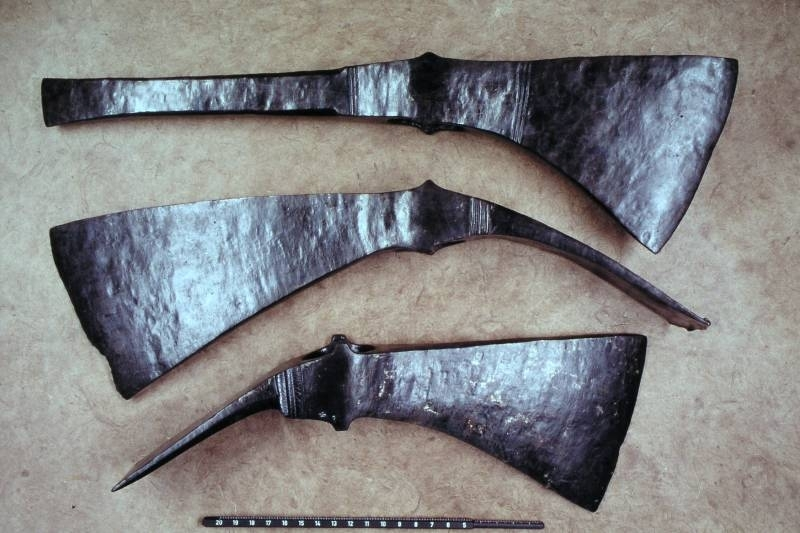
Eiserne Pionieräxte als Fundstücke im „Lager I“
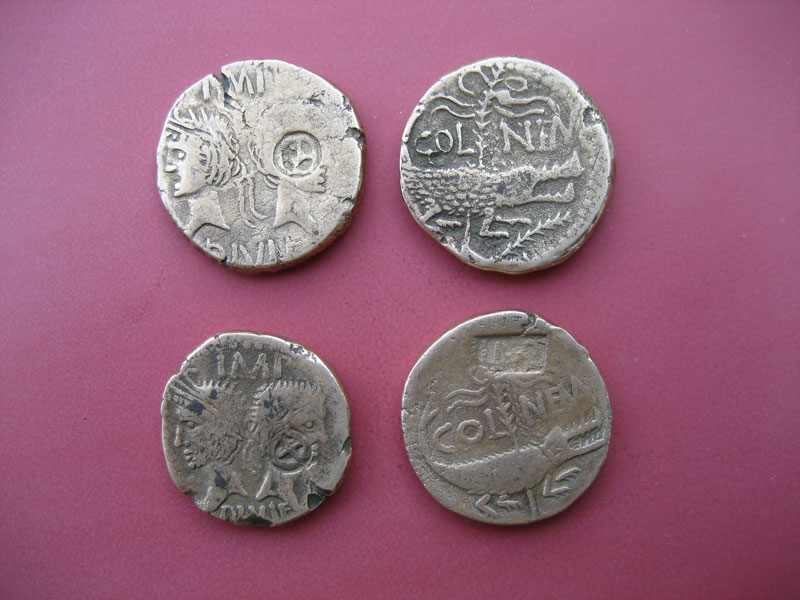
Münzen (Nemausus-Asse), geprägt in Nîmes zwischen 16 und 8 v. Chr., gefunden im „Lager I“
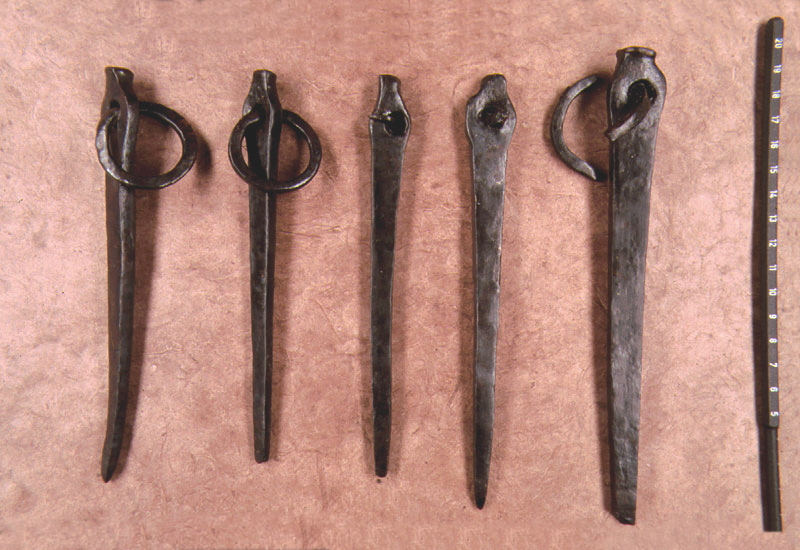
Zeltheringe
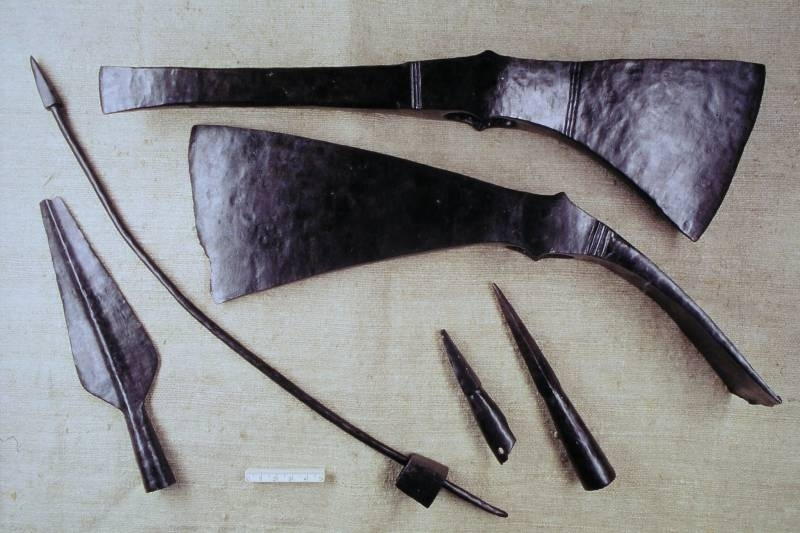
Römische Eisengeräte, darunter Dolabrae, Speerspitze, Pilumspitze, Bolzenspitzen

## Suche nach Außenposten des Lagers und Vormarschwegen
Nach der Entdeckung der Anlage im Jahr 2003 wurden ab 2006 die archäologischen Geländearbeiten auf das weitere Umfeld von Hedemünden ausgedehnt, um mögliche Außenposten und Marschwege römischer Truppen zu finden und zu rekonstruieren. Grundlage waren historische Karten und Luftbilder. 2010 erfolgte die Aufnahme einer Fläche von 13 Quadratkilometern mit dem Airborne-Laserscanning-Verfahren.
Bei der Prospektion wurden in heutigen Waldgebieten, insbesondere im Kaufunger Wald südlich der Werra, gegenüber dem Hauptlager, überraschende Funde gemacht. So ließ sich ein vermutlicher antiker Marschweg der römischen Truppen anhand zahlreicher Metallfunde auf langen Strecken kartieren, die unter Wald lagen und nicht beackert waren. Es wurden typische Beschlagnägel der Legionärssandalen (Caligae) gefunden. Ein vollständig erhaltener eiserner Legionärsdolch (Pugio) wurde am Marschweg vom Kring zur Werrafurt in einer Depotsituation entdeckt.
Außerdem wurden auf den Marschstrecken beiderseits des Lagers zwei vorgeschobene Außenposten lokalisiert. In Richtung Südwesten (Richtung Kassel) ist dies der Kring im Kaufunger Wald, der in erhöhter Lage und in Sichtweite etwa 3 km, südwestlich vom Hauptlager entfernt liegt. Bereits 2007 führte die Untersuchung des bis dahin in mittelalterliche Zeit eingeordneten Ringwalls zu Fundstücken aus antiker Zeit, was dann zur Annahme eines Außenpostens des Römerlagers Hedemünden führte.
In Richtung Nordosten (Richtung Göttinger Leinetal) wurden in rund fünf Kilometern Entfernung vom Römerlager bei Ellerode, an einer erhöht im Wald liegenden Stelle römische Funde gemacht. Sie deuten wegen vorgefundenem Holzfachwerk mit Baulehm auf einen früheren Beobachtungs- und Signalposten hin, der Sichtverbindung zum Kring, aber nicht zum Hedemündener Römerlager hatte. Beide Plätze lieferten Serien von römisch-augusteischen Metallfunden. Aufgrund der Münzdatierung werden auch sie den Feldzugsjahren des Drusus zugerechnet.

## Historische und archäologische Schlussfolgerungen

### Deutung als Römerlager

Rekonstruierter Toreingang auf einem Hinweisschild am Römerlager

Das Fundspektrum aus der Anlage lässt sich auf etwa 11 bis 9 v. Chr. datieren, also in die Zeit der Drusus-Feldzüge. Daher deutet das Team um den Ausgräber Klaus Grote die Anlage als römische Militärbasis, die im Zusammenhang mit diesen Kriegsereignissen angelegt wurde. In Betracht kommen der Feldzug im Jahr 11 v. Chr. an die Weser und der Feldzug im Jahr 9 v. Chr. an die Elbe. Das Lager habe mindestens bis 8 oder 7 v. Chr., eventuell auch noch bis in die Jahre nach Christus und bis zur Varusschlacht bestanden. Letztlich könne es noch einmal in den Jahren 15 und 16 n. Chr. während der römischen Revanchefeldzüge unter Germanicus eine Rolle gespielt haben. Grotes Deutung als Römerlager lässt sich wie folgt zusammenfassen:
Mit Hedemünden wurde ein wichtiger strategischer und logistischer Lagerkomplex der römischen Vorstöße entdeckt, der mit seinen verstreuten Außenanlagen ein standfestes Militärlager tief im rechtsrheinischen, germanischen Gebiet darstellte. Der Standort orientierte sich an dem Verlauf einer alten Fernstraße, die von Nordhessen nach Südniedersachsen führte. Sie querte hier die Werra, die als Oberlauf der Weser noch rund 150 Kilometer weiter flussaufwärts schiffbar war und gleichermaßen eine wichtige überregionale Verkehrs- und Handelslinie darstellte. Bis heute gilt Hedemünden als einziges befestigtes Römerlager in Niedersachsen und ist bislang das am weitesten nach Osten vorgeschobene Lager dieser Art in der Germania magna.
Das Römerlager Hedemünden ist auf einem geländemäßig hervorragend geeigneten Platz oberhalb einer Werrafurt angelegt worden. Zentrum der Anlage war der Lagerkomplex I, der über eine Befestigung mit einem umlaufenden Holz-/Erdewall mit Graben verfügte. Die Anlage wies vier Tore, mehrere Türme auf und hatte im Inneren eine Bebauung aus Holzgebäuden und Zelten, wobei ein Zentralbau, ein Horreum sowie Mannschaftsbaracken anzunehmen sind. Das „Lager II“ in Richtung Werra zeigt eine dünnere Bebauung, wohl eher mit Holz- und Zeltbauten. Weitere umliegende Flächen waren nicht befestigt und dienten als Abstellflächen oder Übungsgelände, wobei der Bereich IV ein größeres Marschlager war. Die Stammbesatzung der Anlage wird auf 300 bis 500 Mann geschätzt. Hinzu kamen Außenposten durch das Kleinlager Kring auf der gegenüberliegenden Werraseite und außerdem eine Beobachtungswarte östlich von Hedemünden bei Ellerode.

### Kritik
Der ehemalige Leiter des Saalburgmuseums Dietwulf Baatz bezweifelt in einer 2014 erschienenen Veröffentlichung, dass es sich bei den Anlagen auf dem Burgberg um ein römisches Lager handelt. Baatz argumentiert mit der Zusammensetzung der Funde, die sich grundlegend von den bekannten Militärlagern dieser Epoche unterscheidet. Bemerkenswert ist etwa das völlige Fehlen von Terra Sigillata, von der aus Lagern wie Haltern und Rödgen große Fundkomplexe vorliegen. Ebenso ist scheibengedrehte Gebrauchskeramik nur mit sehr wenigen Stücken vertreten. Damit werde die Interpretation als militärisches Standlager höchst unwahrscheinlich. Durch die große Menge an Metallfunden ähnelt die Fundzusammensetzung vielmehr dem Fundplatz Kalkriese oder einem einheimischen Opferplatz der Alpenfeldzüge auf dem Dottenbichl bei Oberammergau.
Der Ringwall und die Innenbauten, hier besonders ein von Klaus Grote als principia angesprochener Zentralbau, unterscheiden sich grundsätzlich von den bekannten Grundrissen augusteischer Militärlager. Baatz vermutet deshalb in der Anlage auf dem Burgberg einen germanischen Opferplatz, auf dem erst nachträglich im ersten Jahrhundert der Ringwall errichtet wurde. Neuere Grabungen und Auswertungen sind nach seiner Ansicht zum Verständnis der Anlage notwendig. Siegmar von Schnurbein schloss sich ebenfalls 2014 der kritischen Sichtweise an. Ein römisches Lager ist nach den vorgelegten Ergebnissen seiner Ansicht nach in den ausgegrabenen und dokumentierten Baustrukturen nicht zu erkennen. Gleichwohl bezweifelt auch er nicht, dass Hedemünden ein spannendes Rätsel für die Forschung darstellt.
In einem 2014 erschienenen Aufsatz wies der Ausgräber Klaus Grote die Kritik von Dietwulf Baatz weitgehend zurück. Er verwies darauf, dass das Fundspektrum, einschließlich der gefundenen Keramik (Drehscheibenwaren, Amphorenbruch, auch Terra Sigillata), ebenso auf eine profane römische Militäranlage hindeute wie die ergrabenen Befunde von Holzbauresten und die gut erhaltene Befestigung. So erlaube besonders die Verteilung der zahlreichen Bauklammern, Zeltheringe, Werkzeuge und technischen Abfälle handwerklicher Tätigkeiten innerhalb der Lagerfläche eine differenzierte Rekonstruktion der Binnenstrukturen. Mehr als 1200 typische römische Sandalennägel verteilen sich über die Lagerflächen und lassen innere Wegeverläufe und die intensive Begehung der Tore erkennen. Insgesamt weicht das Fundspektrum signifikant von den Inventaren von Schlachtfeldern wie Kalkriese, Harzhorn oder vom Opferplatz Döttenbichl bei Oberammergau ab. Hinweise auf eine eventuelle germanische (Zweit-)Nutzung als Opferplatz seien daher nicht vorhanden.

## Tourismus

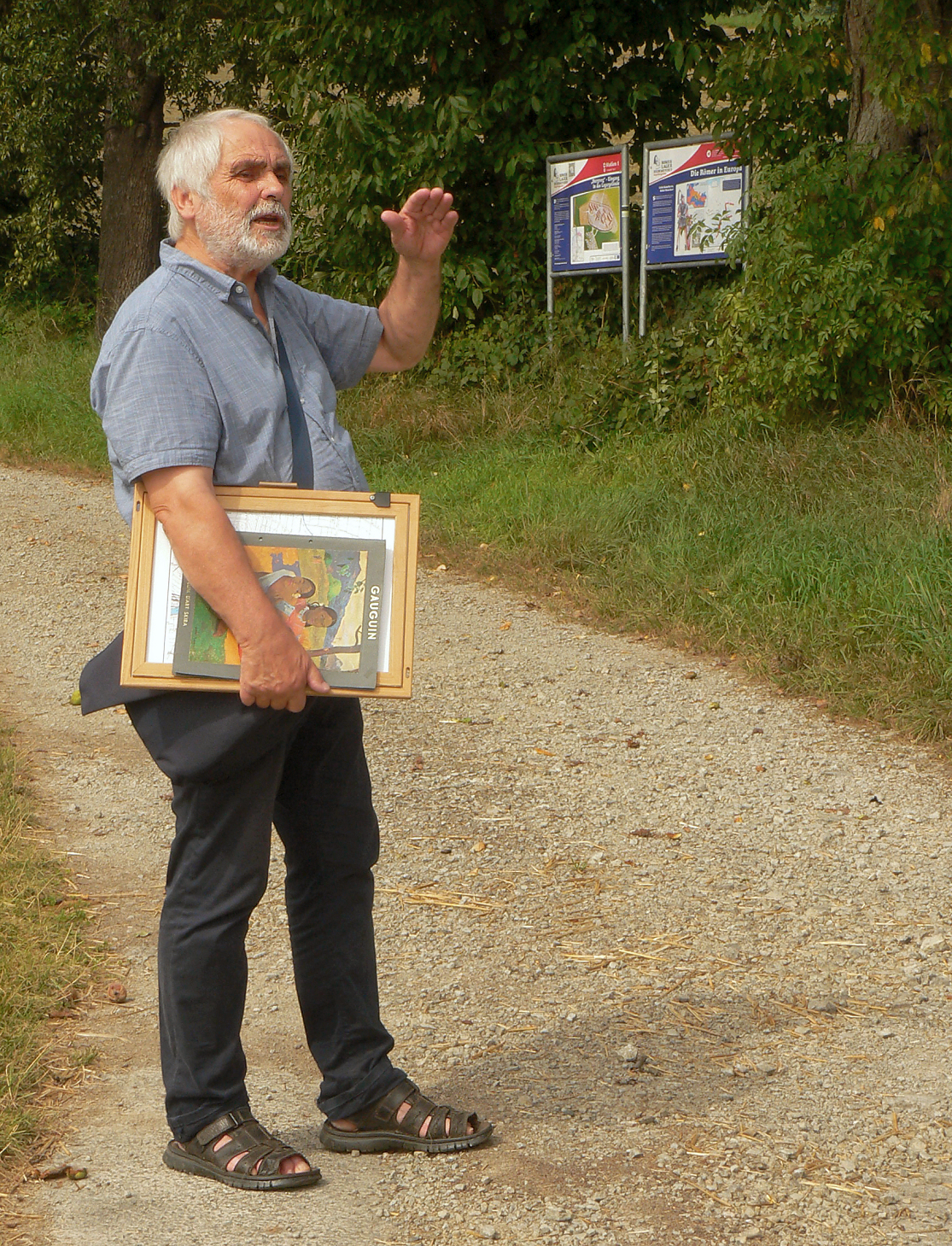
Führung des Ausgrabungsleiters Klaus Grote, 2023

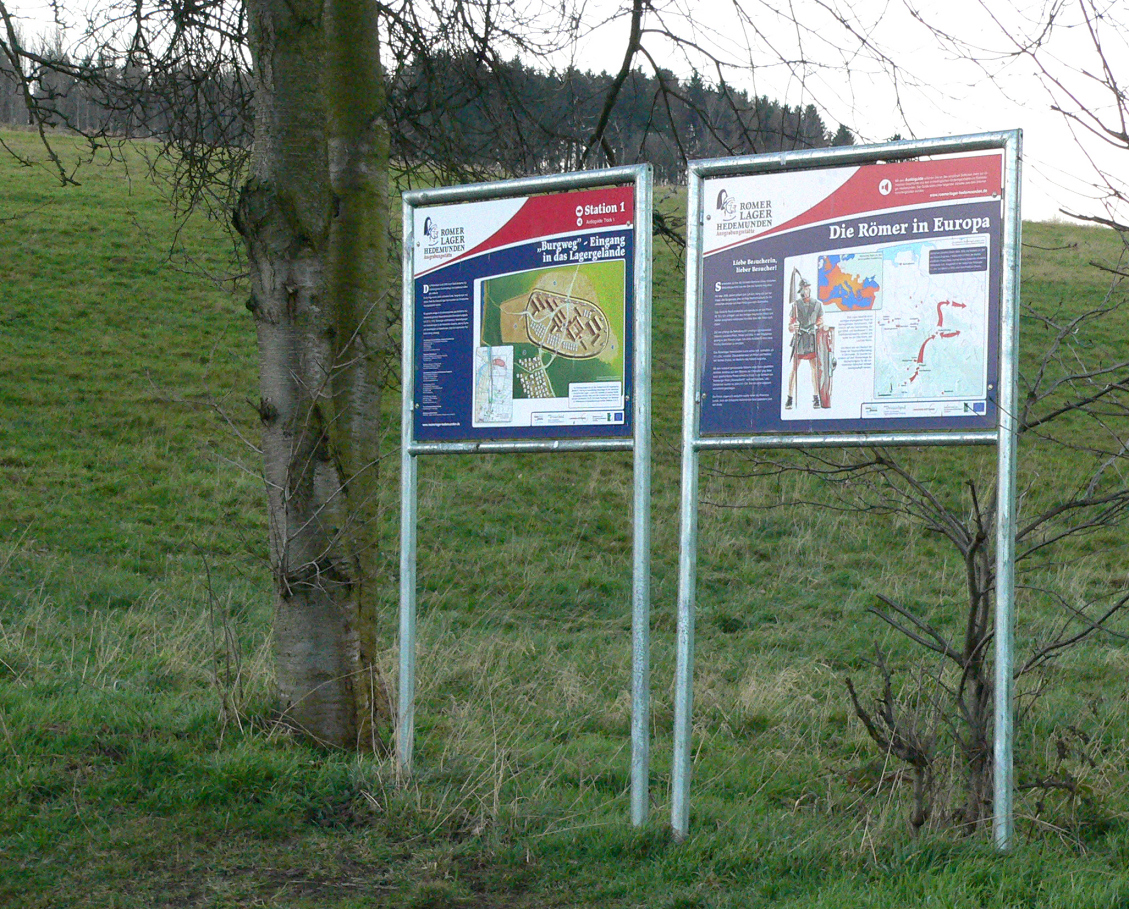
Beginn des Rundweges am Fuße des Burgberges mit beschilderten Stationen

Um das Jahr 2010 schlug der Landkreis Göttingen vor, die archäologische Fundstelle touristisch zu nutzen. In einem von der Wirtschaftsförderung der Region Göttingen in Auftrag und 2011 bekanntgegebenem Masterplan wurde ein Besucher- und Erlebniszentrum empfohlen, dessen Realisierung in vollem Umfang etwa 14 Millionen Euro gekostet hätte. Laut den Planungen sollten Besucher das Gelände auf fünf Meter hohen Stegen als Rundweg durchqueren, um keine archäologischen Fundstellen zu zerstören. Das Konzept stieß wegen der hohen Kosten auf Schwierigkeiten, da das Land Niedersachsen kein Fördergeld für derart großdimensionierte touristische Anlagen zur Verfügung stellen wollte.
Der Leiter der Ausgrabungen, Klaus Grote, lehnte die Tourismuspläne ab. Er befürchtete durch den entstehenden Massentourismus mit 80.000 erwarteten Besuchern im Jahr erhebliche Beeinträchtigungen der Fundstelle. Sie biete noch erhebliches archäologisches Forschungspotenzial. Stattdessen befürwortet er den bisher praktizierten sanften Tourismus mit einzelnen Führungen. Heute (2023) ist das gesamte Gelände frei zugänglich und weist einen Rundgang mit beschilderten Stationen auf.